# Paraphoides stulta
Paraphoides stulta là một loài bướm đêm trong họ Geometridae.